# One in a Million
One in a Million je drugi studijski album američke R&B glazbenice Aaliyah, produciran kod producentske kuće Blackground Records i Atlantic Records. Pušten je u prodaju 27. kolovoza 1996, a prodan je u više od 2 milijuna kopija u SAD-u u prvih nekoliko mjeseci. Album je poznat po tome što je označio velik proboj pjevačice Aaliyah na glazbenu scenu, a mnogo je značio i za karijeru Missy Elliott i Tima Mosleya (poznatijeg kao Timbalanda). Elliot i Mosley napisali su i producirali gotovo cijeli album. Osim njih, na albumu su radili Rodney Jenkins, Jermaine Dupri i Kay Gee. Izvršni producenti albuma bili su Barry Hankerson i Jomo Hankerson. Hitovi s albuma bili su "If Your Girl Only Knew", "One in a Million", "Got to Give It Up", "4 Page Letter", "Hot Like Fire" i "The One I Gave My Heart To". Album je certificiran od RIAA-e dvostrukom platinastom naknadom 16. lipnja 1997.

## Neobjavljeni materijal
Timbaland je 2003. na intervjuu potvrdio da su Aaliyah i on snimili 57 pjesama za album, ali da je većina pjesama izrezana ili neupotrebljiva. Jedna od tih snimaka je pjesma Sugar&Spice, prva pjesma koju je Aaliyah snimila s Timbalandom i Missy Elliott. Zbog nesuglasica u finalnoj verziji pjesma nikad nije doživjela finalnu obradu.

## Komercijalizacija albuma
Album je doživo internacionalan uspjeh i prodan je u 8 milijuna diljem svijeta.

### SAD
Album je zauzeo 20 mjesto na ljestvici Billboard 200 s prodjaom od 44.000 kopija u prvom tjednu prodaje. Nakon 22 tjedna na toj ljestvici, album je potigao 18. mjesto. Album One in a Million postigao je platinastu naknadu s preko 1.000.000 izvezenih albuma, što ga je činilo drugim platinastim albumom u svijetu u to vrijeme. 1997. album je dobio dvostruku platinastu naknadu, s više od 2 milijuna izvezenih kopija. Nakon smrti Aaliyah, album se vratio na ljestvicu Billboard 200.  Tijekom vremena album je zauzeo i prvo mjesto na ljestvici  Top Catalog Albums gdje se zadržao 12 tjedana. Album je prodan u više od 3,7 milijuna kopija u SAD-u.

## Popis pjesama
| RBr | Naziv pjesme                                               | Producent                  | Trajanje |
| --- | ---------------------------------------------------------- | -------------------------- | -------- |
| 1.  | "Beats 4 da Streets (Intro)" (featuring Missy Elliott)     | Timbaland                  | 2:10     |
| 2.  | "Hot like Fire"                                            | Timbaland                  | 4:23     |
| 3.  | "One in a Million"                                         | Timbaland                  | 4:30     |
| 4.  | "A Girl Like You" (featuring Treach)                       | Kay-Gee                    | 4:23     |
| 5.  | "If Your Girl Only Knew"                                   | Timbaland                  | 4:50     |
| 6.  | "Choosey Lover (Old School/New School)"                    | Vincent "V.H." Herbert     | 7:07     |
| 7.  | "Got to Give It Up’’" (featuring Slick Rick)               | Vincent "V.H." Herbert     | 4:41     |
| 8.  | "4 Page Letter"                                            | Timbaland                  | 4:52     |
| 9.  | "Everything's Gonna Be Alright"                            | Rodney "Darkchild" Jerkins | 4:50     |
| 10. | "Giving You More"                                          | J. Dibbs                   | 4:26     |
| 11. | "I Gotcha' Back"                                           | Jermaine Dupri             | 2:54     |
| 12. | "Never Givin' Up" (featuring Tavarius Polk)                | Vincent "V.H." Herbert     | 5:11     |
| 13. | "Heartbroken"                                              | Timbaland                  | 4:17     |
| 14. | "Never Comin' Back"                                        | Timbaland                  | 4:06     |
| 15. | "Ladies in da House" (featuring Missy Elliott & Timbaland) | Timbaland                  | 4:20     |
| 16. | "The One I Gave My Heart To"                               | Darryl Simmons             | 4:30     |
| 17. | "Came to Give Love (Outro)" (featuring Timbaland)          | Timbaland                  | 1:40     |

## Reizdanja albuma
2004. album je doživo reizdanje u Njemačkoj, te još jednom 2006. Album je zaštićen od kopiranja. Osim standardnih 17 pjesama, album uključuje još jednu. 
| RBr | Naziv pjesme                 | Trajanje |
| --- | ---------------------------- | -------- |
| 18. | "Come Over" (featuring Tank) | 3:54     |

## Ljestvice
| Ljestvice (1996)                     | Pozicija |
| ------------------------------------ | -------- |
| SAD Billboard 200                    | 18       |
| SAD Billboard Top R&B/Hip-Hop Albums | 2        |
| SAD Billboard Top Internet Albums    | 7        |
| UK Albums Chart                      | 33       |
| Japanese Albums Chart                | 11       |
| Israel Albums Chart                  | 38       |
| European Albums Chart                | 47       |
| Sweden Albums Chart                  | 41       |
| Netherlands Albums Chart             | 62       |

### Ljestvice krajem godine
| Ljestvica krajem godine (1996/1997)   | Pozicija |
| ------------------------------------- | -------- |
| SAD Billboard 200 1996                | 175      |
| SAD Billboard R&B/Hip-Hop Albums 1996 | 60       |
| SAD Billboard 200 1997                | 44       |
| SAD Billboard R&B/Hip-Hop Albums 1997 | 10       |